# 2-ja Kostornaja
2-ja Kostornaja lub Wtoraja Kostornaja (ros. 2-я Косторная) – wieś (ros. деревня, trb. dieriewnia) w zachodniej Rosji, w sielsowiecie lubimowskim rejonu bolszesołdatskiego w obwodzie kurskim.

## Geografia
Miejscowość położona jest nad rzeką Rieut, 3 km od centrum administracyjnego sielsowietu lubimowskiego (Lubimowka), 22 km od centrum administracyjnego rejonu (Bolszoje Sołdatskoje), 43,5 km od Kurska.
W granicach miejscowości znajdują się 3 posesje.

## Demografia
W 2010 r. miejscowość zamieszkiwały 23 osoby.